# كارلوس دياز (مبارز بالسيف)
كارلوس دياز هو مبارز بالسيف برتغالي، ولد في 9 مارس 1910 في لشبونة في البرتغال، وتوفي في 1995.

## وصلات خارجية
- كارلوس دياز على موقع أوليمبيديا (الإنجليزية)